# Daytime Emmy Awards 1983
La cerimonia della 10ª edizione dei Daytime Emmy Awards (10th Daytime Emmy Awards) si è tenuta il 6 giugno 1983 e ha premiato i migliori programmi e personaggi televisivi del 1982.
La cerimonia non fu trasmessa a causa di problemi tra il canale televisivo NBC e la NABET (National Association of Broadcast Employees and Technicians).

## Daytime Emmy Awards

### Migliore serie drammatica
- Febbre d'amore (The Young and the Restless)
- General Hospital
- Il tempo della nostra vita (Days of Our Lives)
- La valle dei pini (All My Children)
- Una vita da vivere (One Life to Live)

### Migliore attore in una serie drammatica
- Robert S. Woods (Bo Buchanan) – Una vita da vivere
- Peter Bergman (Dr. Cliff Warner) – La valle dei pini
- Stuart Damon (Alan Quartermaine) – General Hospital
- Anthony Geary (Luke Spencer) – General Hospital
- James Mitchell (Palmer Cortlandt) – La valle dei pini

### Migliore attrice in una serie drammatica
- Dorothy Lyman (Opal Purdy Cortlandt) – La valle dei pini
- Leslie Charleson (Monica Quatermaine) – General Hospital
- Susan Lucci (Erica Kane) – La valle dei pini
- Erika Slezak (Victoria Lord Davidson) – Una vita da vivere
- Robin Strasser (Dorian Lord) – Una vita da vivere

### Migliore attore non protagonista in una serie drammatica
- Darnell Williams (Jesse Hubbard) – La valle dei pini
- Anthony D. Call (Herb Callison) – Una vita da vivere
- Al Freeman Jr. (Ed Hall) – Una vita da vivere
- David Lewis (Edward L. Quartermaine) – General Hospital
- Howard E. Rollins Jr. (Ed Harding) – Destini (Another World)
- John Stamos (Blackie) – General Hospital

### Migliore attrice non protagonista in una serie drammatica
- Louise Shaffer (Rae Woodard) – I Ryan (Ryan's Hope)
- Kim Delaney (Jenny Gardner Nelson) – La valle dei pini
- Eileen Herlie (Myrtle Fargate) – La valle dei pini
- Robin Mattson (Heather Grant Webber) – General Hospital
- Brynn Thayer (Jenny Wolek Siegel Vernon) – Una vita da vivere
- Marcy Walker (Liza Colby Chandler) – La valle dei pini

### Migliore regia per una serie drammatica
- Una vita da vivere – Allen Fristoe, Norman Hall, Peter Miner, David Pressman
- General Hospital – Marlene Laird, Alan Pultz, Phil Sogard
- La valle dei pini – Larry Auerbach, Jack Coffey, Sherrell Hoffman, Francesca James

### Migliore sceneggiatura per una serie drammatica
- I Ryan – Claire Labine, Paul Avila Mayer, Mary Munisteri, Eugene Price, Judith Pinsker, Nancy Ford, B.K. Perlman, Rory Metcalf, Trent Jones, Harold Apter
- General Hospital – Anne Howard Bailey, A.J. Russell, Leah Laiman, Thom Racina, Jack Turley, Jeannie Glynn, Robert Guza Jr., Charles Pratt Jr., Robert J. Shaw
- La valle dei pini – Agnes Nixon, Wisner Washam, Lorraine Broderick, Jack Wood, Mary K. Wells, Clarice Blackburn, Caroline Franz, Elizabeth Wallace, John Saffron
- Una vita da vivere – Sam Hall, Peggy O'Shea, S. Michael Schnessel, Victor Miller, Don Wallace, Lanie Bertram, Fred Corke, Craig Carlson